# 카시오페이아자리 왜소은하
카시오페이아자리 왜소 은하(Cassiopeia Dwarf)는 카시오페이아자리 방향으로 약 258만 광년 떨어져있는 왜소 타원 은하다. 안드로메다 VII이라고도 한다. 카시오페이아자리 왜소 은하는 국부 은하군에 소속된 은하의 하나로, 안드로메다 은하의 위성 은하다.
카시오페이아자리 왜소 은하는 1998년에 러시아와 우크라이나에서 페가수스자리 왜소 은하와 함께 발견되었다. 카시오페이아자리 왜소 은하와 페가수스자리 왜소 은하는 안드로메다 은하의 동반 은하로, 안드로메다 은하의 중력의 영향을 받는 가장 멀리 위치한 은하로 추측되고 있다. 젊고 무거운 항성이 존재하지 않고, 최근의 항성 형성의 흔적도 없다. 주로 100억년 이상 된 아주 오래된 항성으로 이루어져있다.